# Барган
Барган — українське прізвище.

## Відомі носії
- Барган Мартин Олексійович — депутат I скликання Верховної Ради СРСР, обраний у Єдинецькому виборчому окрузі Молдавської РСР, 1-й секретар Болотинського районного комітету КП(б)М.
- Барган Микола — підхорунжий УСС, старшина УГА та Армії УНР[1].